# هيندريك مريكوس دي كوك
هيندريك مريكوس دي كوك (25 مايو 1779 - 12 أبريل 1845). كان جنرالاً عسكرياً، ووزير، وعضو مجلس الشيوخ 
ولد هندريك مريكوس دي كوك في هيوسدين بجمهورية هولندا. كان والده يوهانس كونرادوس دي كوك مصرفياً، وكانت والدته ماريا بترونيلا مريكوس.
في 1801 التحق ببحرية الجمهورية الباتافية، وحوالي 1807 تم إرساله إلى الهند الشرقية الهولندية. وفي 1821 قاد حملة عسكرية إلى فلمبان لقمع الانتفاضة المحلية. في وقت لاحق (1826-1830) قاد دي كوك مكافحة ضد الأمير ديبونيجورو في حرب جاوة.